# Atlas (gorovje)
Gorovje Atlas (arabsko  جبال الأطلس ) je gorovje v Magrebu v Severni Afriki. Ločuje puščavo Saharo od Sredozemskega morja in Atlantskega oceana; ime Atlantik izhaja iz gorovja, ki se razteza okoli 2500 km skozi Maroko, Alžirijo in Tunizijo. Najvišji vrh pogorja je Džebel Toubkal v osrednjem Maroku z nadmorsko višino 4167 metrov. Gorovje Atlas je naseljeno predvsem z berberskimi populacijami.
Izraza za 'goro' sta Adrar in adras v nekaterih berberskih jezikih in ti izrazi naj bi bili sorodni toponimu Atlas. V gorah živijo številne živali in rastline, ki jih večinoma najdemo v Afriki, nekaj pa jih je mogoče najti v Evropi. Mnoge od teh vrst so ogrožene, nekatere pa so že izumrle. Vreme je na splošno hladno, vendar so poletja sončna, povprečna temperatura pa je 25 °C.

## Geologija
Temeljna kamnina večine Afrike je nastala med predkambrijskim supereonom in je veliko starejša od gorovja Atlas, ki leži na celini. Atlas je nastal med tremi zaporednimi fazami Zemljine geologije.
Prva faza tektonske deformacije vključuje samo Anti-Atlas, ki je nastal v paleozoiku (pred približno 300 milijoni let) kot posledica trkov celin. Severna Amerika, Evropa in Afrika so bile povezane že pred milijoni let.
Antiatlaško gorovje naj bi bilo prvotno oblikovano kot del aleghenske orogeneze. Te gore so nastale, ko sta trčili Afrika in Amerika in so bile nekoč veriga, ki je tekmovala z današnjo Himalajo. Danes je ostanke te verige mogoče videti v regiji Fall Line v vzhodnih Združenih državah Amerike. Nekaj ostankov je mogoče najti tudi v pozneje nastalih Apalačih v Severni Ameriki.
Druga faza je potekala med mezozoikom (pred ~66 mil. leta). Sestavljena je iz obsežnega podaljška zemeljske skorje, ki je razpokal in ločeval zgoraj omenjene celine. Ta razširitev je bila odgovorna za nastanek številnih debelih intrakontinentalnih sedimentnih bazenov, vključno s sedanjim Atlasom. Večina kamnin, ki tvorijo površino sedanjega Visokega Atlasa, je bila takrat odložena pod ocean.
V obdobju paleogena in neogena (pred ~66 milijoni do ~1,8 milijona let) so bile gorske verige, ki danes sestavljajo Atlas, dvignjene, ko sta kopenski masi Evrope in Afrike trčili na južnem koncu Iberskega polotoka. Takšne konvergentne tektonske meje se pojavijo, ko dve plošči drsita druga proti drugi in tvorita subdukcijsko območje (če se ena plošča premakne pod drugo) in/ali celinski trk (ko dve plošči vsebujeta celinsko skorjo). V primeru trka med Afriko in Evropo je jasno, da je tektonska konvergenca delno odgovorna za nastanek Visokega Atlasa, pa tudi za zaprtje Gibraltarskga preliva ter nastanek Alp in Pirenejev.
Vendar pa ni dovolj dokazov za naravo subdukcije v regiji Atlasa ali za zgostitev zemeljske skorje, ki je na splošno povezana s celinskimi trki. Ena izmed najbolj osupljivih značilnosti Atlasa za geologe je relativno majhna količina odebelitve skorje in tektonskega skrajšanja kljub pomembni nadmorski višini gorovja. Nedavne študije kažejo, da so globoki procesi, zakoreninjeni v zemeljskem plašču, morda prispevali k dvigu Visokega in Srednjega Atlasa.

## Naravni viri
Atlas je bogat z naravnimi viri. Med drugimi viri so nahajališča železove rude, svinčeve rude, bakra, srebra, živega srebra, kamene soli, fosfata, marmorja, antracitnega premoga in zemeljskega plina.

## Gorske verige
Gorovje Atlas lahko razdelimo na štiri splošne regije:
- Antiatlas, Visoki Atlas in Srednji Atlas (Maroko)
- Telski Atlas (Maroko, Alžirija, Tunizija)
- Gorovje Aurès (Alžirija, Tunizija)
- Saharski Atlas (Alžirija)

### Antiatlas
Antiatlas se razprostira od Atlantskega oceana na jugozahodu Maroka proti severovzhodu do višine Ouarzazate in naprej proti vzhodu do mesta Tafilalt (skupaj približno 500 kilometrov). Na jugu meji na Saharo. Najbolj vzhodna točka Antiatlasa je pogorje Jbel Saghro, njegovo severno mejo pa obdajajo deli pogorja Visokega Atlasa. Vključuje Djebel Siroua, masiv vulkanskega izvora z najvišjim vrhom na 3304 m. Jebel Bani je veliko nižje območje, ki poteka vzdolž južne strani Antiatlasa.

### Visoki Atlas
Visoki Atlas v osrednjem Maroku se dviga na zahodu ob atlantski obali in se razteza v vzhodni smeri do maroško-alžirske meje. Ima več vrhov nad 4000 m, vključno z najvišjim vrhom v severni Afriki, Toubkal (4167 m) in vzhodneje Ighil m'Goun (4071 m), drugim večjim vrhom po obsegu. Ob Atlantiku in proti jugozahodu se območje strmo zniža in preide na obalo in Antiatlaško območje. Proti severu, v smeri Marakeša, se veriga spušča manj strmo. Na vzpetini Ouarzazate masiv prereže dolina Draa, ki se odpira proti jugu. Naseljen je predvsem z Berberi, ki živijo v majhnih vaseh in obdelujejo visoke planjave doline Ourika. V bližini Barrage Cavagnac je jez hidroelektrarne, ki je ustvaril umetno jezero Lalla Takerkoust. Jezero služi tudi kot vir rib za lokalne ribiče.
Največje vasi in mesta na tem območju so Ouarzazate, Tahannaout, Amizmiz, Imlil, Tin Mal in Ijoukak.

### Srednji Atlas
Srednji Atlas je v celoti v Maroku in je najsevernejši od njegovih treh glavnih verig Atlasa. Pogorje leži severno od Visokega Atlasa, ločeno z rekama Moulouya in Oum Er-Rbia, ter južno od gorovja Rif, ločeno z reko Sebou. Na zahodu so glavne obalne ravnice Maroka s številnimi večjimi mesti, na vzhodu pa visoka gola planota, ki leži med Saharo in Telskim Atlasom. Najvišja točka pogorja je jbel Bou Naceur (3340 m). Srednji Atlas dobi več dežja kot območja na jugu, zaradi česar je pomembno povodje za obalne nižine in pomembno za biotsko raznovrstnost. Je dom večine svetovne populacije berberskega makaka (Macaca sylvanus).

### Saharski Atlas
Saharski atlas Alžirije poteka vzhodno od Visokega atlasa in prečka Alžirijo od maroške meje do Tunizije. Gore Aures so pogosto predstavljene kot najbolj vzhodni del Saharskega Atlasa. Čeprav niso tako visoki, dosegajo podobno višino kot gorovje Telskega Atlas, ki poteka severno od njih in bližje obali. Najvišji vrh v verigi, zunaj gorovja Aures, je 2236 m visok Djebel Aissa. Označujejo severni rob puščave Sahara. Gore imajo nekaj padavin in so bolj primerne za kmetijstvo kot planote na severu. Danes so večina prebivalcev regije Berberi (Imazighen).

### Telski Atlas
Telski Atlas je gorska veriga, dolga več kot 1500 kilometrov, ki pripada gorskim verigam Atlas in se razteza od vzhodnega Maroka do Tunizije in skozi Alžirijo. Poteka vzporedno s sredozemsko obalo in se povezuje s Saharskim Atlasom v vzhodni Alžiriji in Tuniziji. Najvišji vrh Telskega Atlasa je 2308 m Lalla Khadidja v pogorju Djurdjura v Kabiliji. Zahodni del Telskega Atlasa se združuje z gorovjem Srednjega Atlasa v Maroku.
Območje neposredno južno je visoka planota Hauts Plateaux z jezeri v deževnem obdobju in solinami v suhem. Vzhodna polovica Telskega Atlasa ima najbolj vlažno podnebje v severni Afriki, z letnimi padavinami, ki dosegajo precej nad 1000 mm, včasih pa tudi več kot 1500 mm, kot na polotoku Collo ali blizu Ain Drahama. Pozimi zapade na vrhovih velika količina snega.

### Gorovje Aurès
Gorovje Aurès je najbolj vzhodni del gorovja Atlas. Zajema dele Alžirije in Tunizije. Naravna regija Aurès je dobila ime po območju.

## Rastlinstvo in živalstvo
Rastlinstvo v gorah vključuje atlaško cedro, zimzeleni hrast in številne polzimzelene hraste, kot je alžirski hrast.
Primeri živali, ki živijo na tem območju, so berberski makak (Macaca sylvanus) (napačno imenovan kot berberska opica), berberski leopard, atlaški jelen (Cervus elaphus barbarus), berberska ovca (Ammotragus lervia), medarski jazbec, Cuvierjeva gazela (Gazella cuvieri), severnoafriški divji prašič (Sus scrofa algira), progasta hijena (Hyaena hyaena), navadna lisica, klavžar, alžirski brglez (Sitta ledanti), povodni kos in atlaški gorski gad (Vipera monticola).
Številne živali so nekoč naseljevale gorovje Atlas, kot so atlaški medved, severnoafriški slon, severnoafriški auroh, bubal hartebeest in atlaški divji osel, vendar so vse te podvrste izumrle. Berberski levi so trenutno izumrli v naravi, vendar potomci obstajajo v ujetništvu.